# Sertab Erener
 (août 2024).
Si vous disposez d'ouvrages ou d'articles de référence ou si vous connaissez des sites web de qualité traitant du thème abordé ici, merci de compléter l'article en donnant les références utiles à sa vérifiabilité et en les liant à la section « Notes et références ».
Sertab Erener, née le 4 décembre 1964 à Istanbul, est une chanteuse de musique pop turque. Elle est connue en Europe pour avoir remporté le Concours Eurovision de la chanson 2003 avec la chanson Everyway That I Can, et dans le monde avec l'album No Boundaries.
Sa tessiture est de cinq octaves.

## Carrière
Née à Istanbul d'une mère architecte et d'un père avocat, Sertab Erener fait une partie de ses études au Conservatoire d'Istanbul. Travaillant à ses débuts avec Sezen Aksu (chanteuse de musique pop très populaire en Turquie), elle réalise son premier album Sakin Ol en 1992 chez Tampa Müzik, suivi de Lâ'l (1994) (à partir duquel ses albums sont distribués par Sony Music) , de Sertab Gibi (1996), de Sertab (1999) et de Turuncu (2001). Le titre Lâ'l est inclus dans Soundtrack For A Century, une collection de Sony music. Sertab Erener réalise également des duos avec José Carreras, Ricky Martin, ainsi que la chanteuse grecque Mando. En 2004 elle sort son premier album anglais No Boundaries, ce qui augmente le nombre de ses fans internationaux. En outre, elle  sort une édition spéciale de l'album pour le Japon. Ses deux chansons One More Cup Of Coffee (une reprise de Bob Dylan) et Here I Am ont été employées respectivement comme musiques du film Masked and Anonymous (avec Penélope Cruz) et du film nippo-sud-coréen Deux sœurs. Elle travaille également avec Desmond Child, Anggun, le groupe belge Voice Male, ainsi que le musicien et compositeur turc Fazil Say sur l'album Nazim. 

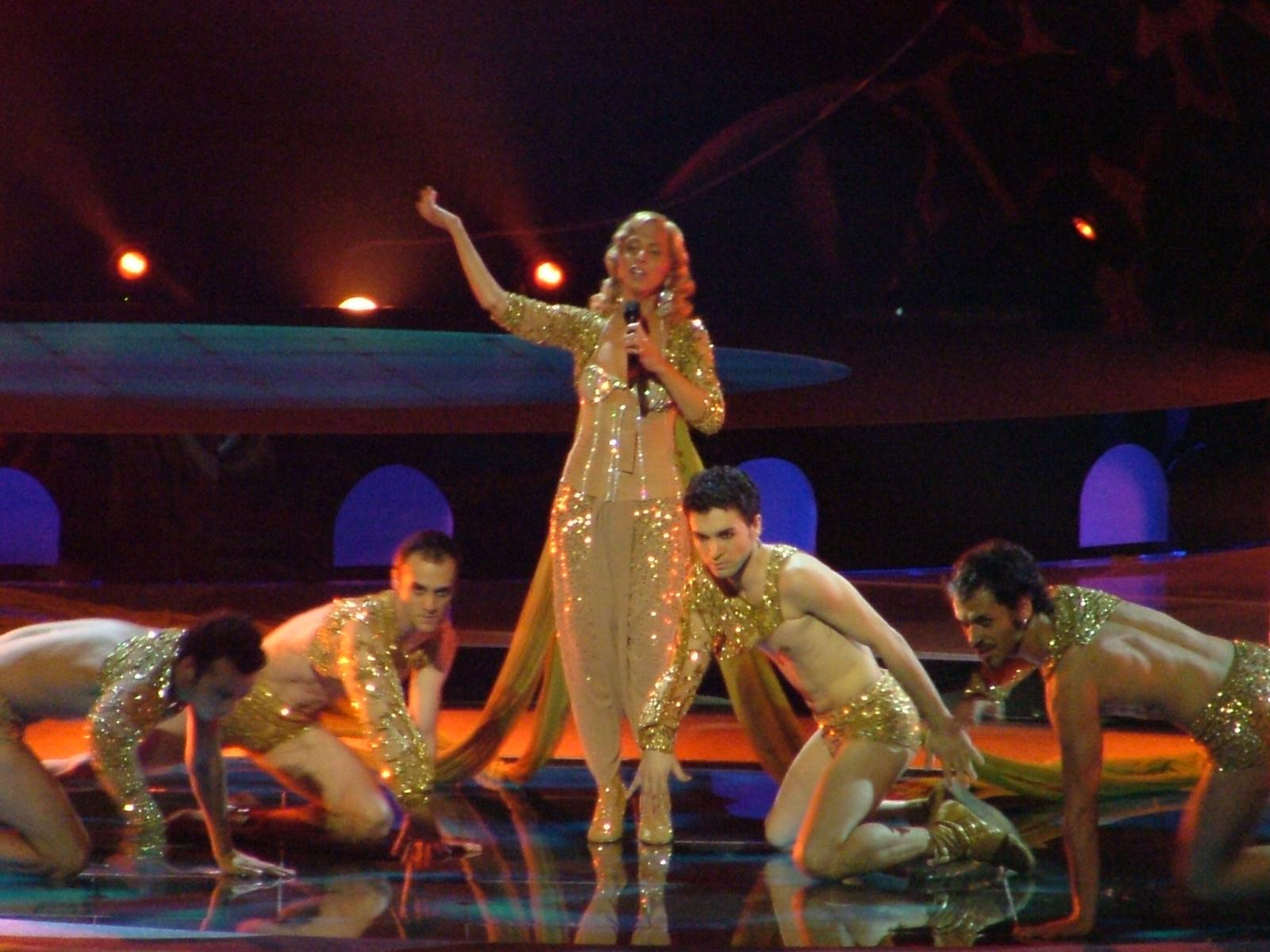
Sertab Erener ouvre le Concours Eurovision de la chanson, en mai 2004, à Istanbul.

En 2005, elle fonde sa propre société de production et réalise un nouvel album en turc « Aşk Ölmez » (2005), promu par des chansons telles que Aşk Ölmez Biz Ölürüz, Satilik Kalpler Şehri  et Kim Hakliysa. Elle collabore également à l'album du film Crossing the Bridge - The Sound of Istanbul avec une reprise de Music de Madonna. Vers la fin de 2005 elle participe également aux Congratulations, l'anniversaire des 50 ans du concours de l'Eurovision avec Every Way That I Can, titre avec lequel elle a remporté le concours en 2003. La chanson a terminé 9e du classement. 
Durant 2006, Sertab effectue une tournée nommée Digital en collaboration avec les DJs Murat Uncuoğlu et Aytekin Kurt, où elle chante tous ses tubes dans des versions inédites remixées par les deux DJs, et composant l'album Sertab Goes To The Club With Murat Uncuoğlu & Aytekin Kurt. 
Un nouvel album en anglais intitulé Painted On Water et comportant 14 titres, sort le 9 juin 2009 aux États-Unis et est disponible sur les plateformes de téléchargement légal en France. Cet album s'inspire de musiques traditionnelles d'Anatolie, retravaillées et réinterprétées dans des sonorités blues/jazz.
En 2010, dans son album Rengarenk, elle reprend en turc Une belle histoire de Michel Fugain sous le titre Asla.

## Discographie

### Singles et maxi-singles
- Zor Kadın (1999)
- Yeni (Kendime Yeni Bir Ben Lazım  / Güle Güle Şekerim, 2001, Sony BMG Music)
- Everyway That I Can (2003, disponible en Europe)
- Here I Am (2004, disponible en Europe)
- Leave (2004, promotion radio)
- I Believe (That I See Love in You, 2004, promotion radio)
- Satılık Kalpler Şehri (2005)
- I remember now (2007)
- Bu Böyle (2009, DMC)
- Açık Adres (2009, DMC)

### Clips vidéos
- Aldırma Deli Gönlüm (1992)
- Suçluyum (1992)
- Ateşle Barut (1992)
- O, Ye (1992)
- Sakin Ol (1992)
- Sevdam Ağlıyor (1994)
- Rüya (1994)
- Aslolan Aşktır  (1997)
- İncelikler Yüzünden (1997)
- Seyrüsefer (1997)
- Aaa (1997)
- Yara (1997)
- Vur Yuregim (1999)
- Yanarim (1999)
- Zor Kadın (1999)
- Yolun Başında (1999)
- Zor Kadın (en duo avec Voice Male (en), 2000)
- Aşk/Fos (2000)
- Private Emotion (en duo avec Ricky Martin, 2000)
- Kumsalda (2001)
- Söz Bitti (2001)
- Kendime Yeni Bir Ben Lazım (2001)
- Dağlar Dağlar (2002)
- Every Way That I Can (2003)
- Here I Am (2004)
- Dos Gardienas (2005)
- Aşk Ölmez, Biz Ölürüz (2005)
- Satılık Kalpler Şehri (2005)
- Satılık Kalpler Şehri (remix) (2005)
- Music (2005)
- Kim Hakliysa (2005)
- Yanarim (digital remix, 2007)
- Mecbursun (digital remix, 2007)
- I remember now (non diffusé, 2007)
- Sevdam Ağlıyor (digital remix, 2007)
- Hayat Beklemez (2008)
- Bu Böyle (2009)
- Mad Love (2009)
- Açık Adres (2009)
- Koparılan Çiçekler (2010)
- Rengârenk (2010)
- Bir Damla Gözlerimde (2010)
- İstanbul (2011)

### Duos et reprises
- Gece Kraliçesi, adaptation d'une œuvre de Mozart (1999)
- Zor Kadın, avec le groupe belge Voice Male (en) (1999)
- Aşk (Fos), avec la chanteuse grecque Mando (en) (2000)
- Private Emotion, avec Ricky Martin (2000)
- Dağlar Dağlar, reprise de Barış Manço (2002)
- One More Cup Of Coffee, reprise de Bob Dylan (2003, single Every Way That I Can)
- Dos Gardienas, reprise d'Isolina Carrillo (en) (2005, album du film Şans Kapiyi Kirinca (en))
- Music, reprise de Madonna (2005, album du film Crossing the Bridge - The Sound of Istanbul)
- Çocuklar Gibi, reprise de Sezen Aksu (2006, album Ali Kocatepe / 41 Kere Maşallah)
- Sen Ağlama, reprise de Sezen Aksu (2007, album Onno Tunc Şarkilari)
- Bir Damla Gözlerimde, reprise Si seulement je pouvais lui manquer de Calogero (2010)

## DVD
Sertab Erener sort un DVD, Sertab Erener Otobiyografi, sur son concert du 11 septembre 2007 à Istanbul pour fêter ses quinze ans de carrière musicale. Il existe aussi en édition limitée, avec en bonus un double CD et un livret de photos.

## Projets sociaux
- Sertab a permis l'ouverture de l’European School Of Economics à Istanbul.
- Elle s'est engagée dans la lutte contre le piratage et a ouvert un site de vente en ligne légal (www.hitindir.com) avec l'aide de Demir Demirkan (son producteur et compositeur) et d'autres artistes turcs.
- Sertab fait également partie d'un projet éducatif intitulé "Baba beni okula gönder" (Papa envoie-moi à l'école), qui vise à permettre aux enfants des milieux défavorisés d'être scolarisés.
- La chanson I remember now a été créée dans le cadre du projet DRUMS (Dialogue, Respect, Understanding through Music), soutenu par l'UNICEF, dont Sertab est l'ambassadrice pour la Turquie. Ce projet prône la tolérance et le respect de l'autre à travers la musique.
- En 2003, elle remporta le Concours Eurovision avec sa chanson Everyway that I can, offrant ainsi à la Turquie sa seule et unique victoire.